# Кнаговий вузол

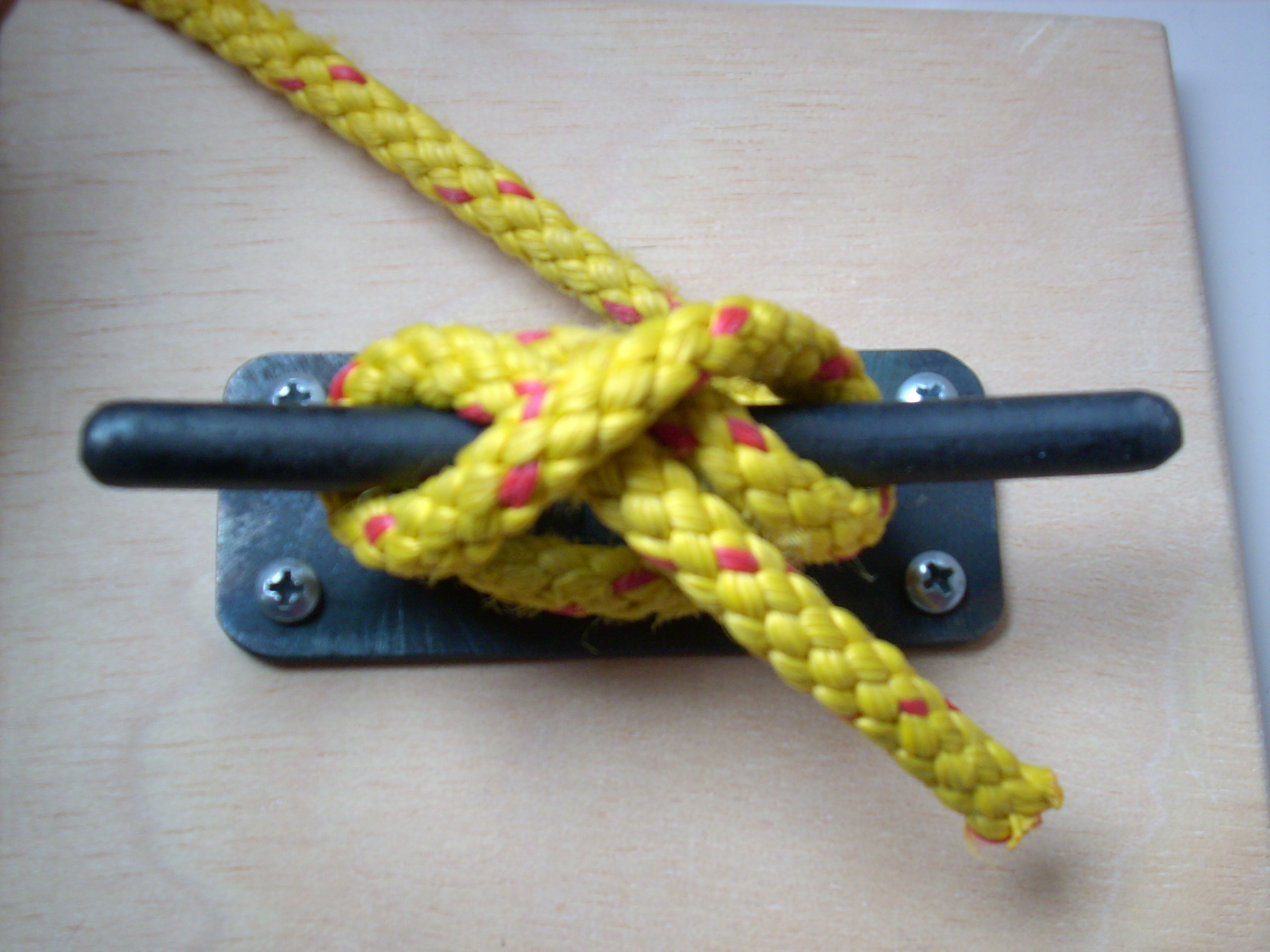
Вузол на кназі.

Кнаговий вузол, качковий вузол — вузол, застосовуваний у морській справі для кріплення снастей на кнагах (качках) чи на кофель-нагелях, вставлених у кофель-планку.
Окрім закріплення снастей рухомого такелажу, може використовуватися і для швартування яхт.
Спосіб в'язання: спочатку трос обкладається навколо кнаги, потім один раз навкоси, ще раз навкоси до половини, робиться петля, яку обертають таким чином, щоб ходовий кінець троса опинився знизу, і закладається на кнагу, так само навкоси, після чого затягається.

Послідовність в'язання вузла
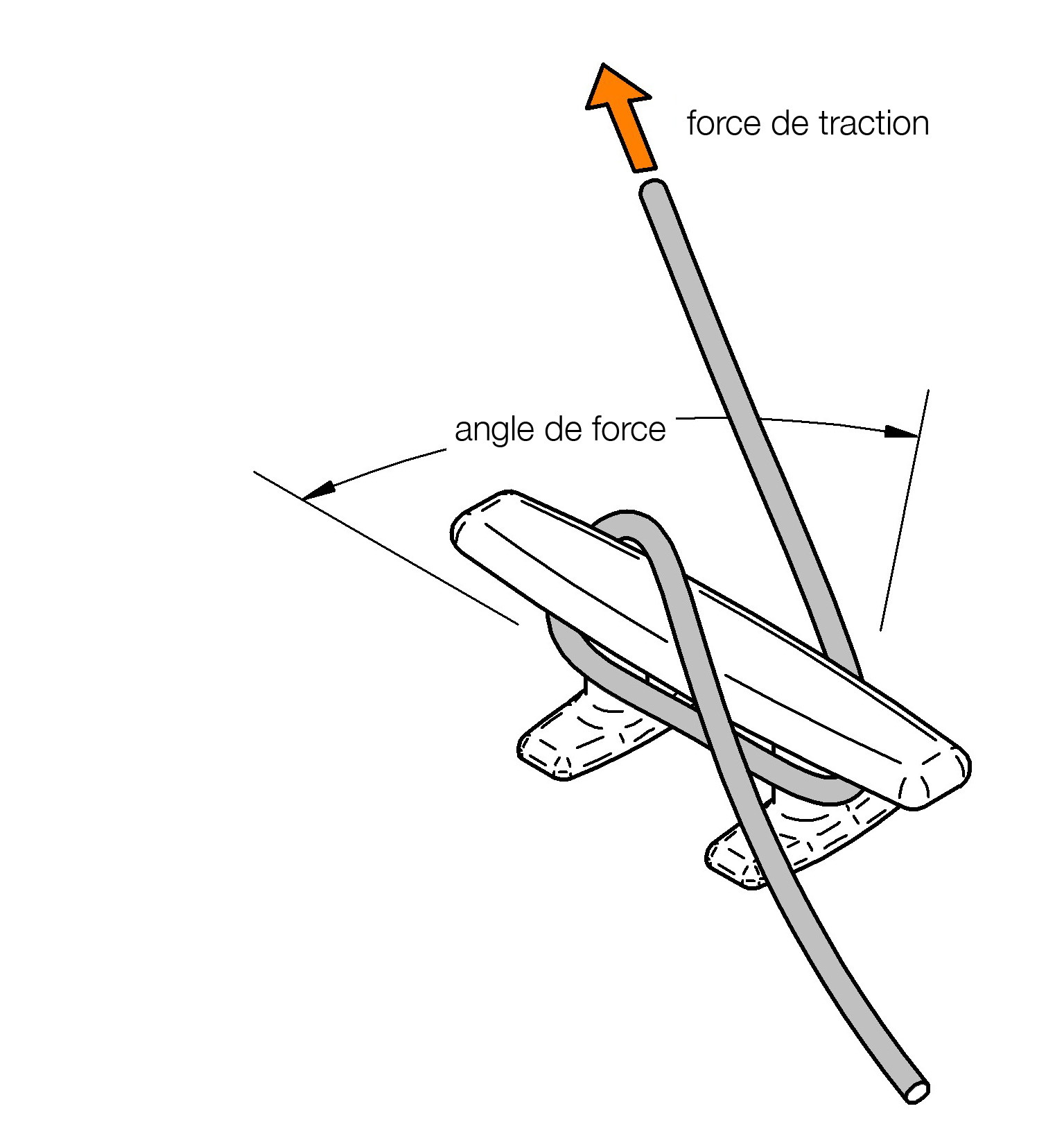
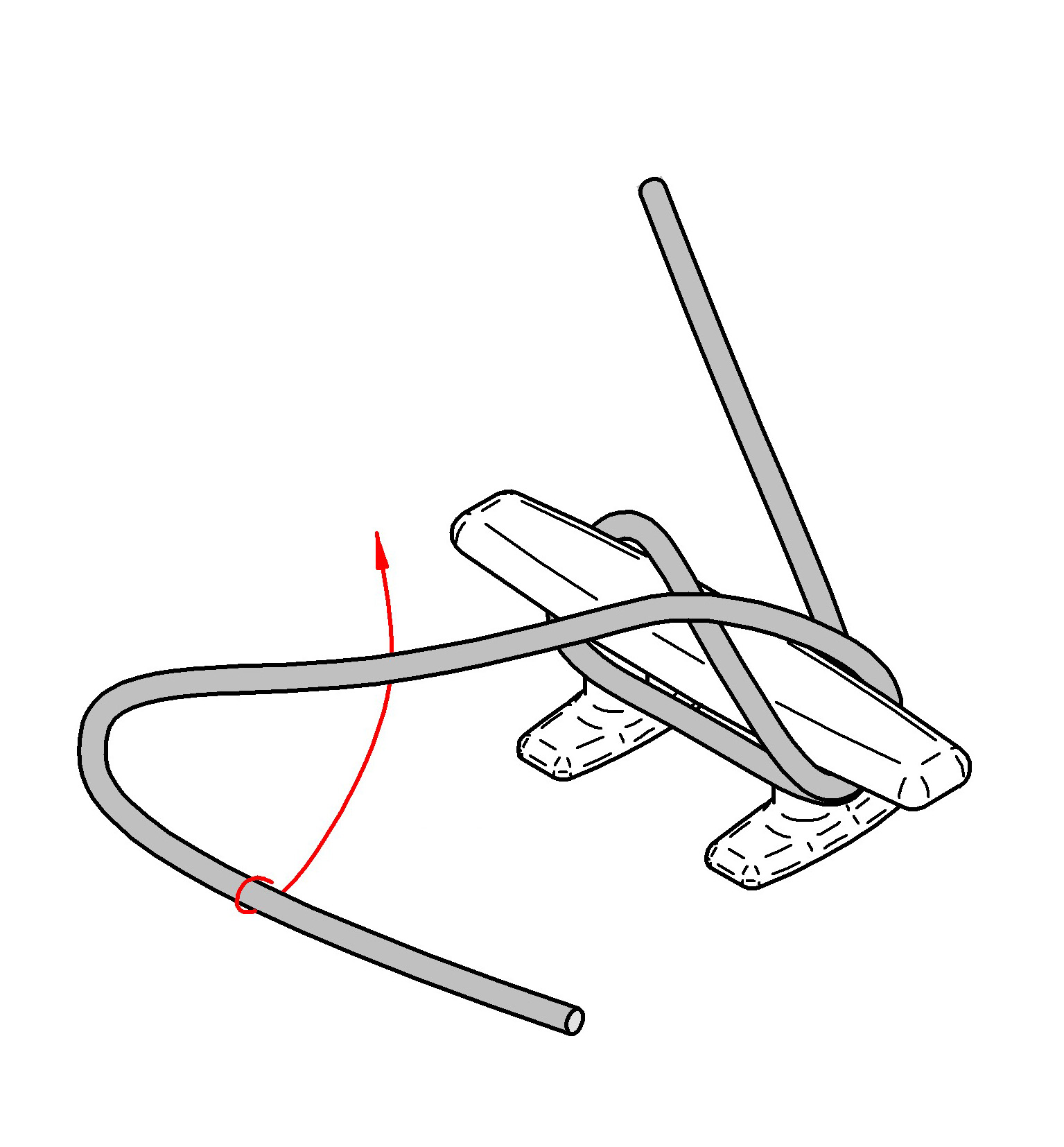
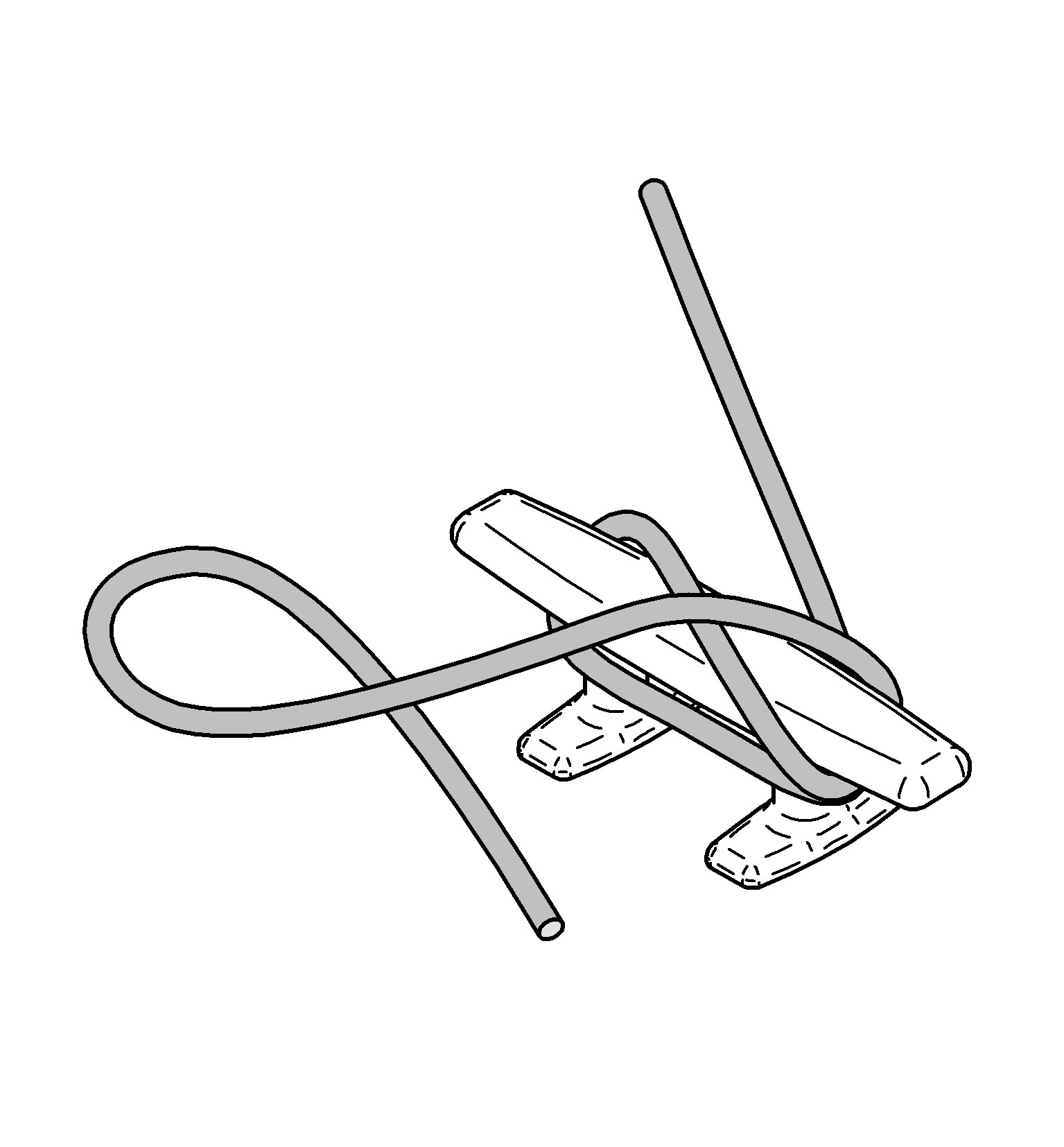
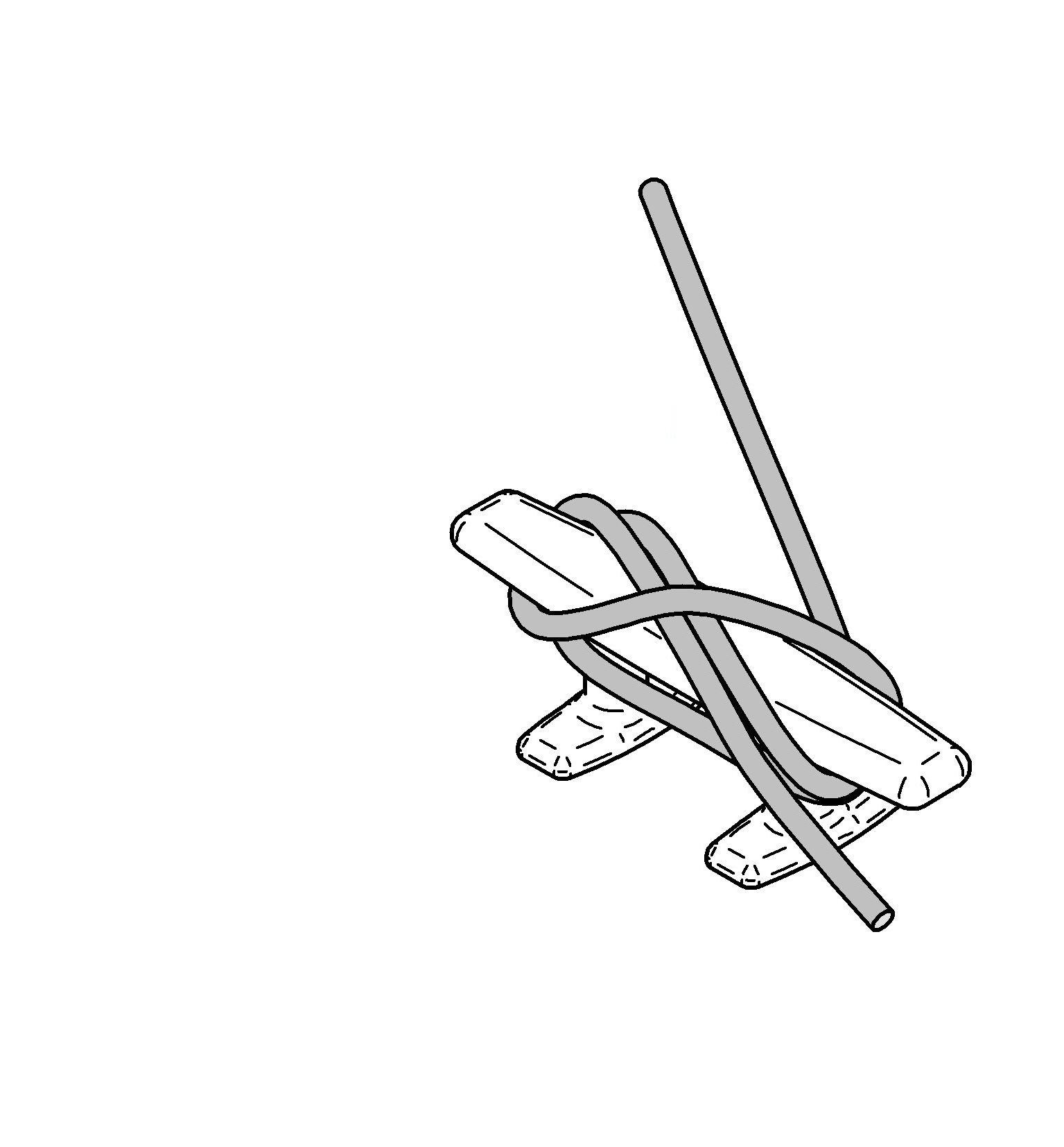